# Max victime du quinquina
 (juillet 2025).
Pour plus de détails, voir Fiche technique et Distribution.
Max victime du quinquina est un court métrage muet français réalisé par Max Linder fin 1911 ou début 1912.

## Résumé
Comme il est affaibli, Max va voir un médecin qui lui prescrit, pour le remettre sur pied, de boire chaque matin un verre à Bordeaux de Quinquina. Rentré chez lui, sa femme n'a trouvé qu'un grand verre « Souvenir de Bordeaux ». Max verse entièrement la bouteille dans ce verre d'une grande capacité et le vide entièrement. L'effet est immédiat : il se sent léger et complètement ivre. Sorti, Max se dispute avec un député pour une place dans un taxi. Dans un restaurant, c'est avec un général puis un sénateur, qui à chaque fois lui présente leur carte. Trois policiers différents, à la lecture du bristol, le ramènent aux adresses indiquées, dont il se fait jeter sans ménagement.

## Fiche technique
- Réalisation : Max Linder
- Conseiller technique : René Leprince
- Scénario : Maurice Delamarre
- Production : Pathé
- Pays : France
- Format : Muet - Noir et blanc - 1,33:1 - 35 mm
- Genre :  Comédie
- Durée : 375 m - 14 min 55 s
- Première présentation en décembre 1911 ou janvier 1912

Sources : Fond. JérômeSeydoux et IMDb

## Distribution
- Max Linder : Max
- Georges Gorby : André Lafaille, le sénateur
- Jacques Vandenne : Le général Dourakimne
- Georges Coquet (rôle non défini)
- Maurice Delamarre (rôle non défini)
- Gabrielle Lange (rôle non défini)
- Paulette Lorsy (rôle non défini)
- Lucy d'Orbel (rôle non défini)

Reste de la distribution :
- (Le docteur Thomas)
- (La femme de Max)
- (Pierre Dubois, le député)
- (La jeune femme du restaurant)
- (Une danseuse)
- (Un serveur)
- (des consommateurs)
- (La femme du sénateur)
- (Le policier qui ramène Max chez le député)
- (Le policier qui ramène Max chez le général)
- (Le policier qui ramène Max chez le sénateur)